# Pas de l'oie
 (avril 2023).
Si vous disposez d'ouvrages ou d'articles de référence ou si vous connaissez des sites web de qualité traitant du thème abordé ici, merci de compléter l'article en donnant les références utiles à sa vérifiabilité et en les liant à la section « Notes et références ».
Le pas de l'oie (en allemand : Stechschritt) est le pas cadencé adopté par certains corps d'armées lorsqu'ils défilent. Le soldat marche alors, le buste droit, les jambes tendues qu'il lève jusqu'à presque 90 degrés du corps et fait claquer ses bottes en les laissant retomber au sol, le balancement accentué des bras est alors parfois synchronisé lorsque ceux-ci ne portent pas d'armes.
Appliqué pour la première fois par les Prussiens au XVIIIe siècle, il est alors appelé « pas de parade » ou « pas prussien ». L'armée allemande en hérite notamment durant le Troisième Reich, puis l’armée de l'Italie fasciste (sous le nom de Passo Romano : le « pas romain »). 
Dans la Russie impériale, l’armée du Tsar alors modernisée et entraînée avec l'aide d'officiers prussiens (puis allemands), l'adopte également (il est néanmoins légèrement plus lent que le pas prussien « d'origine »). Après la Révolution d'Octobre, l'Armée rouge en hérite à son tour et l'exporte dans la plupart des régimes communistes (généralement par l'intermédiaire d'officiers instructeurs soviétiques). Il est toujours en vigueur en Russie et dans la plupart des pays anciennement membres ou satellites de l'Union soviétique, ainsi que dans de nombreux États du monde d'obédience ou d'inspiration marxiste (République populaire de Chine, Corée du Nord, Cuba, etc.).
Son usage, dont le but est celui de montrer la discipline la plus rigide, a été critiqué et ridiculisé par George Orwell. Son essai Le Lion et la Licorne en propose une interprétation métaphorique : « là, le pas de l'oie est vu comme le mouvement d'une botte en train de frapper le visage d'un homme. »

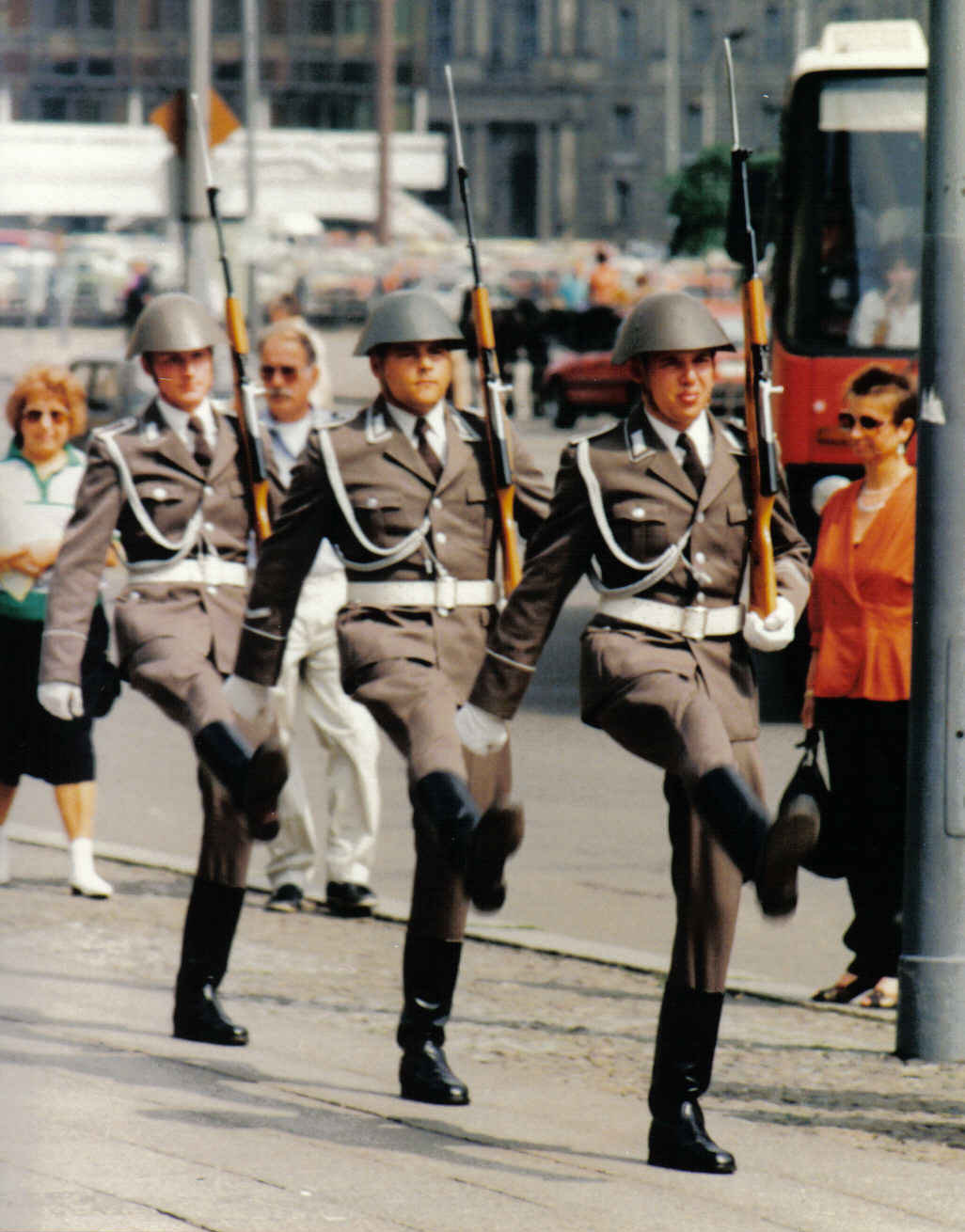
Exerzierschritt : il s'agissait d'une forme réduite du pas de l'oie choisie dans la RDA
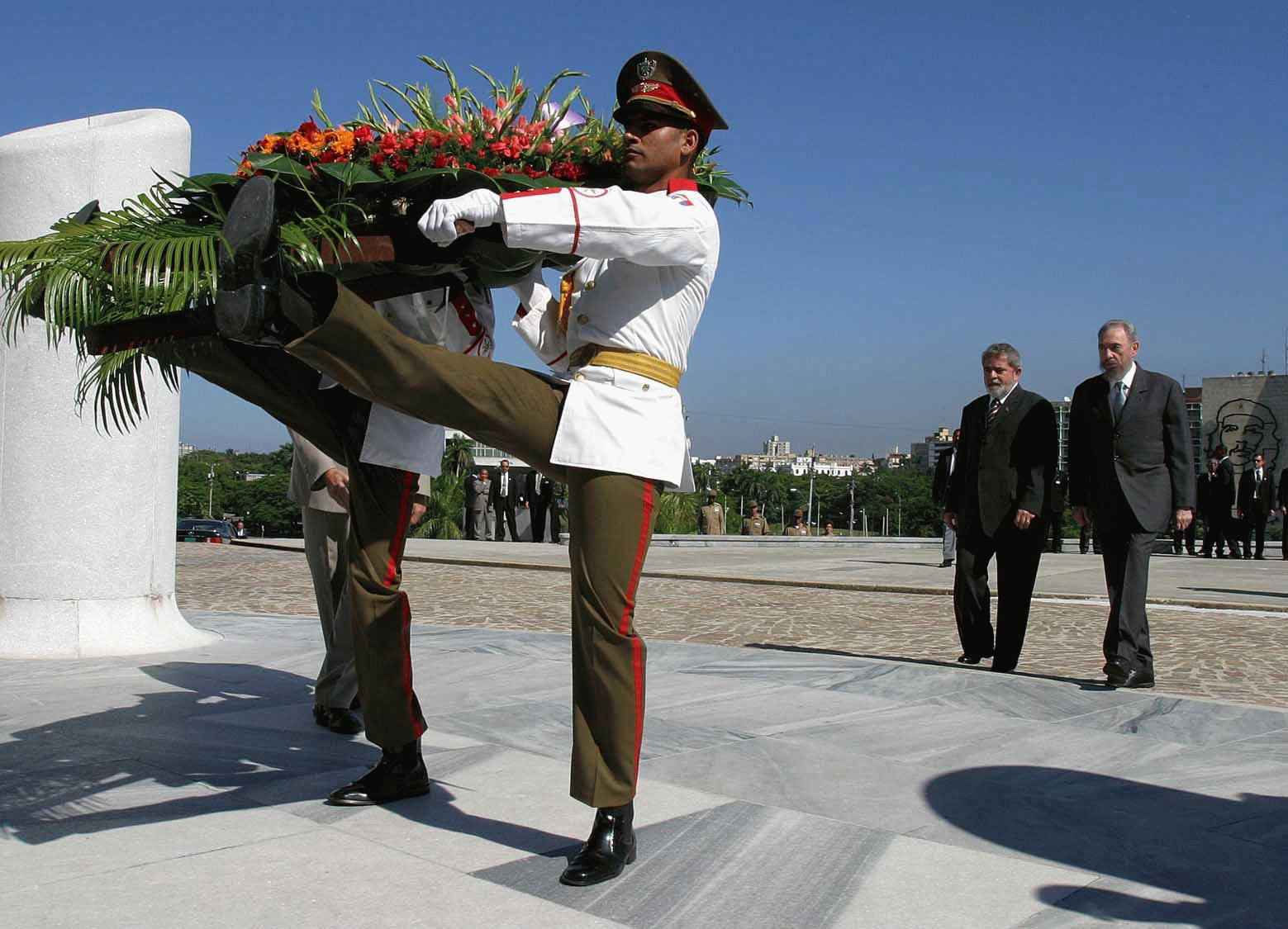
Cérémonie à La Havane en présence de Fidel Castro
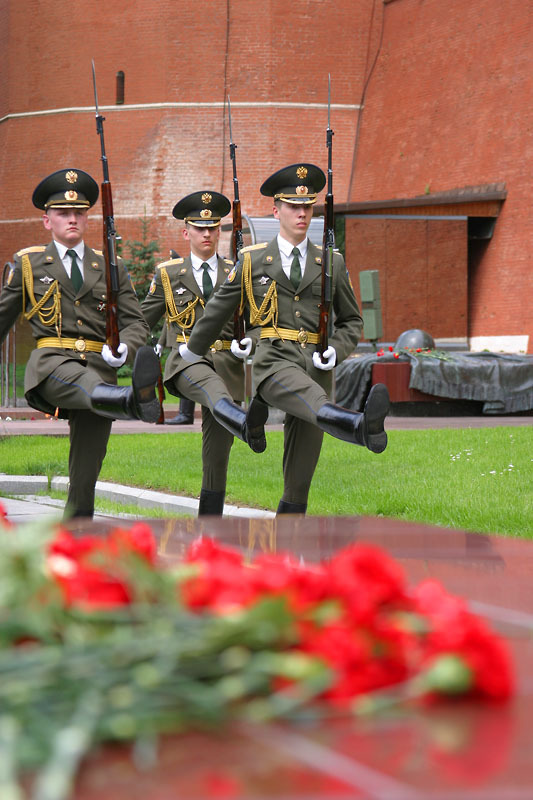
La relève de la garde à Moscou.
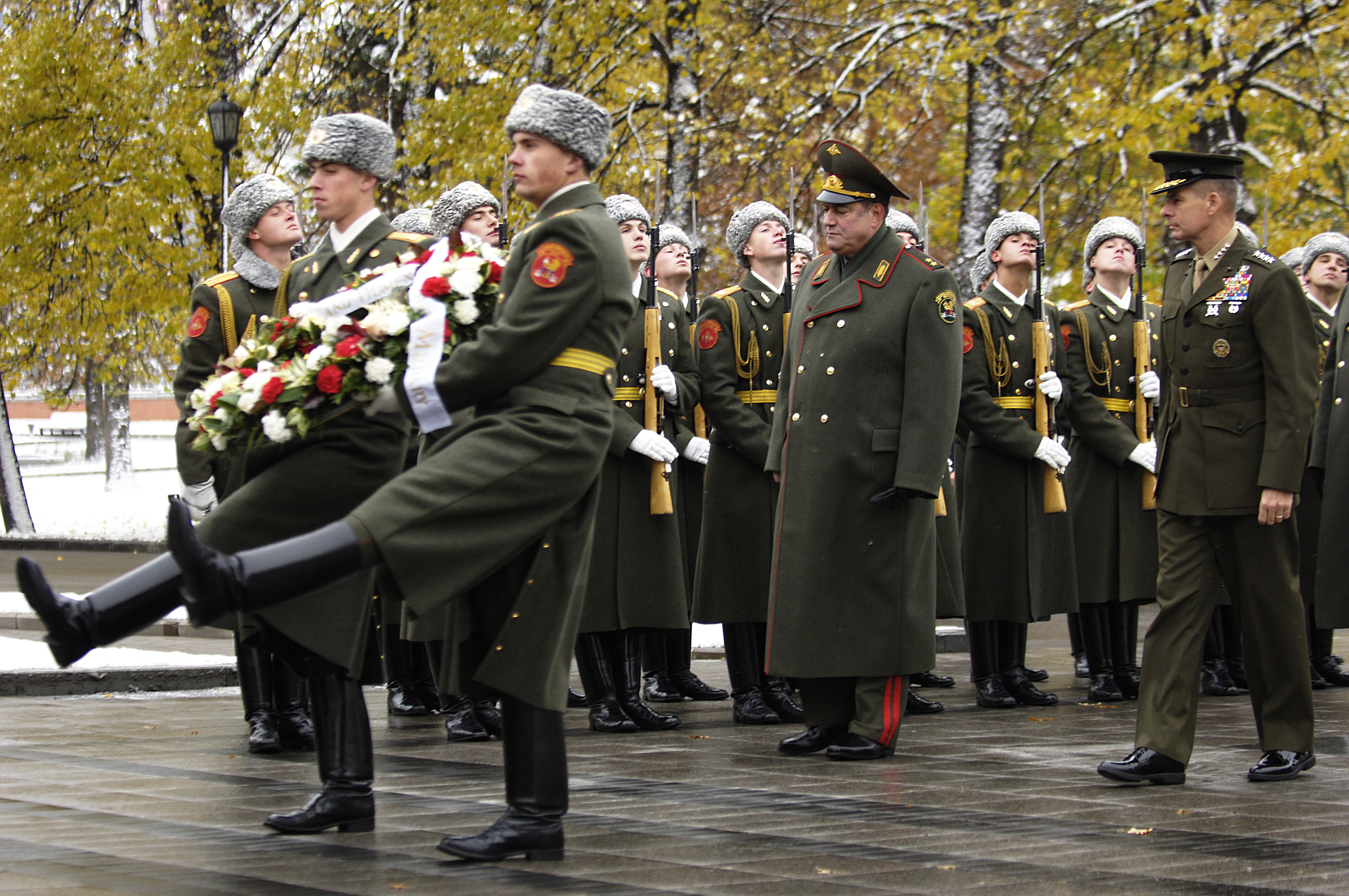
Moscou, hommage au soldat inconnu.

## Sport
Au rugby à XV, il s'agit d'un jeu de jambe particulier inventé par l'Australien David Campese qui permet de ralentir sa course puis de faire un départ rapide, déstabilisant pour la défense adverse et qui permet en plus de prendre dès le départ une petite longueur d'avance. Pour cela, on procède en donnant une impulsion à sa jambe d'appui grâce à l'autre jambe que l'on fait aller de haut en bas devant soi.
En athlétisme, il y a deux grandes variantes de ce pas consistant à courir en rebondissant sur une jambe et en montant le pied devant jambe tendue vers les fesses.
- le petit pas de l'oie : debout, en avançant sur la pointe des pieds, lever alternativement chaque jambe jusque 45° au-dessus du sol;
- le grand pas de l'oie : même exercice, mais en se propulsant au maximum vers l'avant entre chaque foulée.
Le petit pas de l'oie est idéal à placer en échauffement pour les sprinters, le grand pas de l'oie est idéal avant le triple saut.

## Postérité
Dans le sketch humoristique Les Chansons rétros du groupe  Les Inconnus, le pas de l'oie est cité comme référence à l'adhésion collaborationniste à l'Occupation allemande : « Ça fait pas de mal, ma foi, de marcher au pas de l'oie. Pas comme ces abrutis, qui s'planquent dans le maquis. (...) Qui c'est qui mange not' pain, faut dire bien qu'c'est l'youpin. »
Dans la chanson Soyez prêtes du Disney Le Roi lion (1994), Scar (Adolf Hitler) s'assied sur une falaise et les hyènes (les SS) défilent devant lui au pas de l'oie.